# Sezhig
| Tibetische Bezeichnung                             |
| -------------------------------------------------- |
| Tibetische Schrift: རྟ་སྒོའི་སེ་ཞིག་དགོན།                 |
| Wylie-Transliteration: rta sgo’i se zhig dgon      |
| Aussprache in IPA: [takø seɕik kø̃]                 |
| Offizielle Transkription der VRCh: Dagoi Sêxig     |
| THDL-Transkription: Sezhik                         |
| Andere Schreibweisen: Seshik, Sezhig, Takue Seshig |
| Chinesische Bezeichnung                            |
| Traditionell: 大桂塞休寺                           |
| Vereinfacht: 大桂塞休寺                            |
| Pinyin:Dàguì Sāixiū Sì                             |

Sezhig ist ein Kloster der Bön-Schule und liegt im Kreis Nyima (ཉི་མ་རྫོང / 尼玛县) im Regierungsbezirk Nagqu des Autonomen Gebiets Tibet in der Volksrepublik China, in der Nähe von zwei Bön-Pilgerzielen, dem See Tangra Yumco (དྭངས་ར་གཡུ་མཚོ་ / 当惹雍错) und dem Berggipfel von Targo Ri, unweit des Passes von Dong La an der Straße zwischen Sangsang und Ombu (འོམ་བུ / 文布) gelegen.

## Geschichte
Das Kloster wurde im Jahre 1405, dem Gründungsjahr von Menri, dem Hauptkloster des Bön, gegründet und entwickelte sich wegen seiner Lage an zwei bedeutenden Pilgerzielen schnell zum wichtigsten Bön-Kloster dieser Region. In seiner Nähe befinden sich die Reste der alten mongolischen Festung Gyaring Dzong (aus dem 13. Jahrhundert), welche ebenso wie das Kloster später bei einer Dzungareninvasion zerstört wurde. Die Reste der Mongolenburg wurden beim Wiederaufbau des Klosters zu einem zweistöckigen Tempel umgebaut, welcher von vier nach den Himmelsrichtungen angeordneten Trakten von Mönchsbehausungen umgeben war. Wegen der herrschenden Benachteiligung des Bön-Glaubens im alten Tibet waren die Zahlen der im Kloster praktizierenden Mönche im Vergleich zu buddhistischen Klöstern Tibet stets bescheiden, vor dem Einfall der rotchinesischen Truppen lebten in Sezhig rund 20 Mönche, welche bei der Invasion teils verschleppt, in Kommunen zur Zwangsarbeit eingesetzt und zu heiraten gezwungen wurden. Der Abt, Tsultrim Namgyal, wurde im berüchtigten Drapchi-Gefängnis 14 Jahre eingekerkert, kehrte jedoch nach seiner Entlassung 1984 unverzüglich an den Ort des mittlerweile durch das Wüten der so genannten Kulturrevolution weitgehend zerstörten Klosters zurück und begann, obwohl durch die Haft körperlich schwer geschädigt, unverzüglich mit dem Wiederaufbau des Klosters. Heute praktizieren hier wieder rund 60 Mönche.

## Anlage
Im zweigeschoßigen Tempel des Klosters, dem Lhakang, dessen massive Wände aus der Mongolenzeit sogar dem Sturm der Kulturrevolution widerstanden hatten, konnten beim Wiederaufbau wertvolle Fresken freigelegt werden, welche von den Mönchen seit 1995 in sorgfältiger Arbeit restauriert werden, u. a. Bilder der Bön-Berggottheiten Targo Gegan und Targo Ngomar sowie der Seegöttin Dangra. Besonders bemerkenswert ist eine Darstellung der uralten Bön-Gottheit des Kailash, Gangdisê (གངས་ཏི་སེ). Von den Mönchsbehausungen wurde 1996 nur ein einziges Gebäude, der Dukhang, wiederhergestellt. Viele Reliquien und Verehrungsobjekte, für welche das Kloster früher berühmt war, sind allerdings durch die angerichteten Zerstörungen untergegangen.